# 中野信陽
中野 信陽（なかの しんよう、1856年2月4日（安政2年12月28日） - 1895年(明治28年）2月11日）は、日本の海軍軍人。日清戦争で戦死した海軍大尉である。

## 生涯
佐賀藩士。旧姓は副島。戊辰戦争における今市の戦いで討死した中野次郎助の後嗣。神奈川県知事などを務めた中野健明は義理の伯父にあたる。

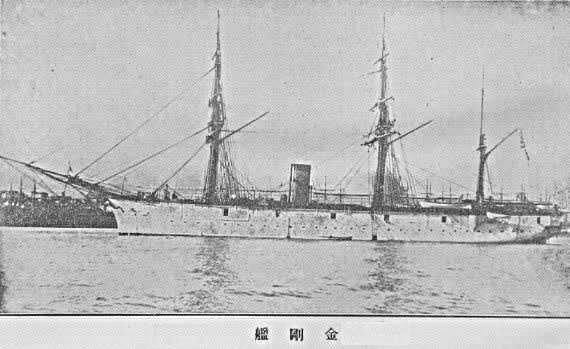
中野が砲術長を務めた「金剛」

攻玉社に学び、海兵士官学校へ進むが在校中に廃校となり、速成教育を受け卒業。酒井忠利、武富邦鼎らが同期生である。1877年（明治10年）2月海軍少尉補。同時に運用、砲術などを学ぶため海軍兵学校への通学を命じられた。1879年（明治12年）9月、海軍少尉。「鳳翔」、「富士山｣、｢浅間｣乗組みとして測量、砲術などの実務を学ぶ。1883年（明治16年）11月、中尉へ進級した。｢龍驤｣分隊長を経て、再度海兵通学を命じられ、在校中の1886年（明治19年）7月、大尉へ進級。12月に海兵の卒業証書を授与された。同時に卒業証書を授与された大尉は3名おり、少尉として授与されたのが石橋甫、八代六郎、名和又八郎、伊地知彦次郎などである。
｢清輝｣及び「葛城｣各分隊長を経て、海軍大学校甲号学生2期を卒業。甲号学生はのちの甲種学生に相当するもので、同期にのちの「信濃丸」艦長・成川揆がいる。海兵の卒業クラスがない海大卒業生は、中野と海兵士官学校同期生・真崎宏治の2名のみである。
中野は砲術長適任詔書を授与された。

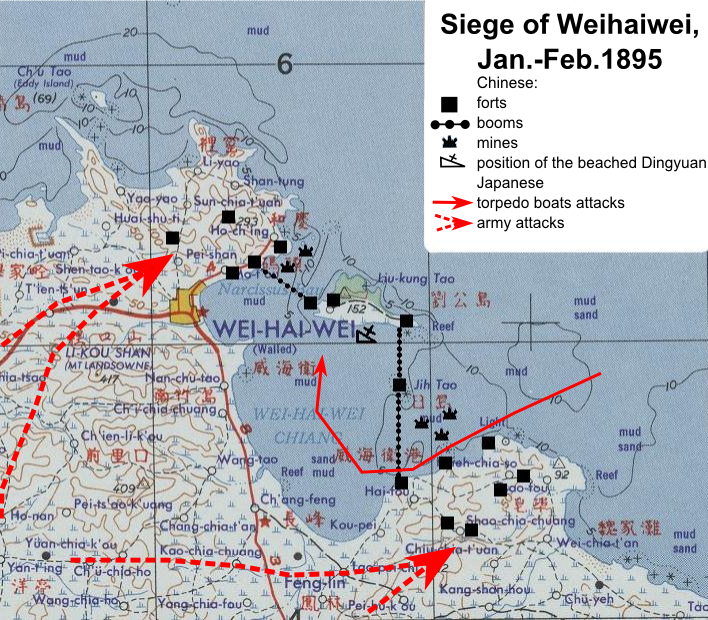
中央の緑色部分が劉公島

海兵教官、同監事などを務め｢金剛｣砲術長として斎藤七五郎ら海兵20期の練習航海に参加。1894年（明治27年）6月にハワイへ入港し、日清戦争の開戦を迎えた。「金剛｣は同地で在留邦人保護の任を果たして8月に日本へ戻り、西海艦隊旗艦となる。中野は同年11月に「天龍」副長に転じた。清国北洋艦隊は黄海海戦などで打撃を受けたが、威海衛を基地に抗戦を続けていた。連合艦隊は陸上砲台や残艦の攻撃を図り、「天龍」は第三遊撃隊の先導艦として威海衛攻撃に向かった。しかし劉公島砲台からの反撃を受け「天龍」は被弾。中野は戦死した。北洋提督・丁汝昌から降伏書がもたらされたのはその翌日のことであった。

## 栄典
- 1883年（明治16年）12月25日 - 従七位[8]
- 1898年（明治31年）10月25日 - 贈正五位[9][10]